# Joan Jett
Joan Jett, geboren als Joan Marie Larkin (Wynnewood (Pennsylvania), 22 september 1958), is een Amerikaans rockzangeres en -gitariste. Ze is met name bekend als frontvrouw van de rockband Joan Jett and the Blackhearts.

## Levensloop
Jett werd geboren in een buitenwijk van Philadelphia in de staat Pennsylvania, maar het gezin verhuisde in 1967 naar de staat Maryland. Op 13-jarige leeftijd kreeg Jett van haar ouders met kerstmis haar eerste gitaar. Ze begon haar muziekcarrière als gitariste en componiste van de vrouwelijke rockband The Runaways. Naast Cherie Currie was Jett de leadzangeres van de groep.
Nadat The Runaways in 1979 uit elkaar waren gegaan, produceerde ze een album voor de punkgroep The Germs. Later begon ze een solocarrière. Haar grootste hit had ze met haar band Joan Jett and the Blackhearts in 1982 met het nummer I Love Rock 'n' Roll, een cover van de Britse rockband The Arrows. Met deze versie bereikte Joan Jett & the Blackhearts de eerste plaats in onder andere Nederland, Zweden, Canada, Australië, Nieuw-Zeeland en gedurende zeven weken in de Amerikaanse Billboard Hot 100.
Naast zingen speelde Jett in films en op Broadway.

## Discografie

### Albums
| Album met eventuele hitnotering(en) in de Nederlandse Album Top 100 | Datum van verschijnen | Datum van binnenkomst | Hoogste positie | Aantal weken | Opmerkingen                                     |
| ------------------------------------------------------------------- | --------------------- | --------------------- | --------------- | ------------ | ----------------------------------------------- |
| Joan Jett                                                           | 1980                  | -                     |                 |              | Later uitgebracht als Bad Reputation            |
| I Love Rock 'N' Roll                                                | 18-11-1981            | 01-05-1982            | 13              | 12           | als Joan Jett & the Blackhearts                 |
| Album                                                               | 1983                  | -                     |                 |              | als Joan Jett & the Blackhearts                 |
| Glorious Results Of A Misspent Youth                                | 01-10-1984            | -                     |                 |              | als Joan Jett & the Blackhearts                 |
| Good music                                                          | 09-12-1986            | -                     |                 |              | als Joan Jett & the Blackhearts                 |
| Up Your Alley                                                       | 23-05-1988            | -                     |                 |              | als Joan Jett & the Blackhearts                 |
| The Hit List                                                        | 16-01-1990            | -                     |                 |              |                                                 |
| Notorious                                                           | 20-08-1991            | -                     |                 |              | als Joan Jett & the Blackhearts                 |
| Do You Wanna Touch Me                                               | 1993                  | -                     |                 |              | als Joan Jett & the Blackhearts / Verzamelalbum |
| Flashback                                                           | 15-11-1993            | -                     |                 |              | als Joan Jett & the Blackhearts / Verzamelalbum |
| Pure And Simple                                                     | 14-06-1994            | -                     |                 |              | als Joan Jett & the Blackhearts                 |
| Evil Stig                                                           | 1995                  | -                     |                 |              | met The Gits                                    |
| Great Hits                                                          | 1996                  | -                     |                 |              | als Joan Jett & the Blackhearts / Verzamelalbum |
| Fit To Be Tied                                                      | 18-11-1997            | -                     |                 |              | als Joan Jett & the Blackhearts / Verzamelalbum |
| Fetish                                                              | 08-06-1999            | -                     |                 |              | als Joan Jett & the Blackhearts / Verzamelalbum |
| Jett Rock                                                           | 2003                  | -                     |                 |              | als Joan Jett & the Blackhearts / Verzamelalbum |
| Naked                                                               | 27-04-2004            | -                     |                 |              | als Joan Jett & the Blackhearts                 |
| Sinner                                                              | 13-06-2006            | -                     |                 |              | als Joan Jett & the Blackhearts                 |
| Greatest Hits                                                       | 09-03-2010            | -                     |                 |              | als Joan Jett & the Blackhearts / Verzamelalbum |
| Unvarnished                                                         | 30-09-2013            | -                     |                 |              | als Joan Jett & the Blackhearts                 |

### Singles
| Single met eventuele hitnotering(en) in de Nederlandse Top 40 | Datum van verschijnen | Datum van binnenkomst | Hoogste positie | Aantal weken | Opmerkingen                                                   |
| ------------------------------------------------------------- | --------------------- | --------------------- | --------------- | ------------ | ------------------------------------------------------------- |
| I Love Rock 'N' Roll                                          | 1982                  | 10-04-1982            | 1(1wk)          | 9            | als Joan Jett & the Blackhearts / Nr. 1 in de Single Top 100  |
| Crimson and clover                                            | 1982                  | 17-07-1982            | 27              | 4            | als Joan Jett & the Blackhearts / Nr. 25 in de Single Top 100 |
| I Hate Myself For Loving You                                  | 1988                  | 05-11-1988            | 24              | 4            | als Joan Jett & the Blackhearts / Nr. 28 in de Single Top 100 |

| Single met hitnotering(en) in de Vlaamse Ultratop 50 | Datum van verschijnen | Datum van binnenkomst | Hoogste positie | Aantal weken | Opmerkingen                                                   |
| ---------------------------------------------------- | --------------------- | --------------------- | --------------- | ------------ | ------------------------------------------------------------- |
| I Love Rock 'N' Roll                                 | 1982                  | -                     |                 |              | als Joan Jett & the Blackhearts / Nr. 2 in de Radio 2 Top 30  |
| Crimson and Clover                                   | 1982                  | -                     |                 |              | als Joan Jett & the Blackhearts / Nr. 14 in de Radio 2 Top 30 |

### NPO Radio 2 Top 2000
| Nummer met noteringen in de NPO Radio 2 Top 2000    | '99  | '00  | '01  | '02  | '03  | '04  | '05-'11 | '12  | '13  | '14  |
| --------------------------------------------------- | ---- | ---- | ---- | ---- | ---- | ---- | ------- | ---- | ---- | ---- |
| I Love Rock 'n Roll (Joan Jett and the Blackhearts) | 1523 | 1607 | 1129 | 1730 | 1675 | 1731 | -       | 1709 | 1961 | 1993 |

1. ↑  Een '-' betekent dat het nummer niet was genoteerd en een vetgedrukt getal geeft de hoogste notering aan.
2. ↑  Deze tabel is bijgewerkt tot en met de laatste editie (2024).

- Bibsys: 7059684
- Biblioteca Nacional de España: XX1574846
- Bibliothèque nationale de France: cb14823191n (data)
- Gemeinsame Normdatei: 13472707X
- International Standard Name Identifier: 0000 0003 6846 551X
- Library of Congress Control Number: n91106550
- MusicBrainz: f376828a-b438-4fda-bb2e-dcd5fbe81f83
- Nationale Bibliotheek van Tsjechië: xx0000735
- Nationale bibliotheek van Australië: 61266168
- Nationale Bibliotheek van Israël: 987007404807405171
- Nationale Bibliotheek van Polen: a0000002741511
- Réseau des bibliothèques de Suisse occidentale: 02-A003425103
- SNAC: w6kw66s4
- Virtual International Authority File: 85311365
- WorldCat: E39PBJmDjxpGPy8M7MWDrcvfv3